# Kang Soon-duk
Kang Soon-duk (kor. 강순덕; * 29. Oktober 1974) ist eine südkoreanische Langstreckenläuferin.

## Leben
1995 siegte sie beim Chuncheon-Marathon. Als Dritte des Dong-A-Marathons 1996 qualifizierte sie sich für den Marathon der Olympischen Spiele in Atlanta, bei dem sie nicht das Ziel erreichte.
2006 siegte sie beim Halbmarathonbewerb des Austin-Marathons auf einer abschüssigen und zu kurzen Strecke in 1:10:02 h. 2008 wurde sie Sechste beim Philadelphia-Halbmarathon.
1998 und 2006 wurde sie nationale Meisterin über 10.000 m, 2006 außerdem über 5000 m.

## Persönliche Bestzeiten
- 5000 m: 16:00,59 min, 11. Oktober 2008, Yeosu
- 10.000 m: 33:19,45 min, 14. Oktober 2008, Yeosu
- Halbmarathon: 1:11:33 h, 21. September 2008, Philadelphia
- Marathon: 2:32:55 h, 24. März 1996, Gyeongju